# Liste der Monuments historiques in Wittersheim
Die Liste der Monuments historiques in Wittersheim führt die Monuments historiques in der französischen Gemeinde Wittersheim auf.

## Liste der Bauwerke
| Bezeichnung      | Beschreibung                                                                    | Standort               | Kennzeichnung | Schutzstatus | Datum | Bild           |
| ---------------- | ------------------------------------------------------------------------------- | ---------------------- | ------------- | ------------ | ----- | -------------- |
| Kirche St-Ulrich | Wandtabernakel, erste Hälfte des 16. Jahrhunderts, im Bauwerk von 1762 bis 1765 | Rue de l’Eglise (Lage) | PA00085263    | Inscrit      | 1934  | weitere Bilder |

## Liste der Objekte
| Bezeichnung                                             | Beschreibung | Standort                                      | Kennzeichnung | Schutzstatus | Datum | Bild           |
| ------------------------------------------------------- | --- | --------------------------------------------- | ------------- | ------------ | ----- | -------------- |
| Zwei Skulpturen: Heiliger Ulrich und Heilige Petronilla | Lindenholz, farbig gefasst und vergoldet, 1766 von Michael Zeberle (?) | in der Kirche St-Ulrich (Lage)                | PM67000470    | Classé       | 1971  |                |
| Monstranz                                               | Silber, vergoldet, 1747 | in der Kirche St-Ulrich (Lage)                | PM67000467    | Classé       | 1971  |                |
| Hauptaltar                                              | Altartisch, Tabernakel und Retabel; Holz, farbig gefasst und vergoldet; Retabel von 1694, Altartisch und Tabernakel aus dem dritten Viertel des 18. Jahrhunderts, Gemälde 1859 von Louis-Marie-Joseph Sorg | in der Kirche St-Ulrich (Lage)                | PM67000468    | Classé       | 1971  | weitere Bilder |
| Kreuzigungsgruppe                                       | Holz, farbig gefasst und vergoldet, zweite Hälfte des 18. Jahrhunderts, von Michael Zeberle | in der Kirche St-Ulrich (Lage)                | PM67000469    | Classé       | 1971  | weitere Bilder |
| Kelch                                                   | Silber, vergoldet, 1723 | in der Kirche St-Ulrich (Lage)                | PM67000466    | Classé       | 1971  |                |
| Zwei Seitenaltäre                                       | jeweils Altartisch, Retabel und zwei Skulpturen; Holz, farbig gefasst und vergoldet, 1766 von Michael Zeberle                                                                                              | in der Kirche St-Ulrich (Lage)                | PM67000471    | Classé       | 1971  | weitere Bilder |
| Pietà                                                   | Nussbaumholz, farbig gefasst und vergoldet, um 1425 | in der Kapelle Notre-Dame-des-Douleurs (Lage) | PM67000472    | Classé       | 1971  |                |
| Ziborium                                                | Silber, vergoldet, 1762 von Johann Georg Pick | in der Kirche St-Ulrich (Lage)                | PM67000565    | Classé       | 1991  |                |